# فوكوياما (هيروشيما)
فوکویاما هي مدينة تقع في محافظة هيروشيما، اليابان. تبلغ مساحة هذه المدينة 518.07 (كم²)، ويبلغ عدد سكانها 465,238 نسمة حسب إحصاء سنة 2010 م.

## المناخ
يظهر الجدول التالي التغييرات المناخية على مدار السنة لفوكوياما:
| البيانات المناخية لـفوكوياما      | البيانات المناخية لـفوكوياما | البيانات المناخية لـفوكوياما | البيانات المناخية لـفوكوياما | البيانات المناخية لـفوكوياما | البيانات المناخية لـفوكوياما | البيانات المناخية لـفوكوياما | البيانات المناخية لـفوكوياما | البيانات المناخية لـفوكوياما | البيانات المناخية لـفوكوياما | البيانات المناخية لـفوكوياما | البيانات المناخية لـفوكوياما | البيانات المناخية لـفوكوياما | البيانات المناخية لـفوكوياما |
| الشهر                             | يناير                        | فبراير                       | مارس                         | أبريل                        | مايو                         | يونيو                        | يوليو                        | أغسطس                        | سبتمبر                       | أكتوبر                       | نوفمبر                       | ديسمبر                       | المعدل السنوي                |
| --------------------------------- | ---------------------------- | ---------------------------- | ---------------------------- | ---------------------------- | ---------------------------- | ---------------------------- | ---------------------------- | ---------------------------- | ---------------------------- | ---------------------------- | ---------------------------- | ---------------------------- | ---------------------------- |
| متوسط درجة الحرارة الكبرى °م (°ف) | 8.7 (47.7)                   | 9.2 (48.6)                   | 12.5 (54.5)                  | 18.5 (65.3)                  | 23.1 (73.6)                  | 26.3 (79.3)                  | 30.6 (87.1)                  | 32.1 (89.8)                  | 27.8 (82.0)                  | 22.2 (72.0)                  | 16.6 (61.9)                  | 11.4 (52.5)                  | 19.9 (67.9)                  |
| المتوسط اليومي °م (°ف)            | 3.6 (38.5)                   | 4.1 (39.4)                   | 7.2 (45.0)                   | 13.1 (55.6)                  | 17.7 (63.9)                  | 21.7 (71.1)                  | 26.0 (78.8)                  | 27.1 (80.8)                  | 22.9 (73.2)                  | 16.6 (61.9)                  | 11.1 (52.0)                  | 5.9 (42.6)                   | 14.8 (58.6)                  |
| متوسط درجة الحرارة الصغرى °م (°ف) | −0.9 (30.4)                  | −0.5 (31.1)                  | 1.9 (35.4)                   | 7.7 (45.9)                   | 12.4 (54.3)                  | 17.6 (63.7)                  | 22.3 (72.1)                  | 23.0 (73.4)                  | 18.8 (65.8)                  | 11.8 (53.2)                  | 6.1 (43.0)                   | 1.1 (34.0)                   | 10.1 (50.2)                  |
| الهطول مم (إنش)                   | 34.6 (1.36)                  | 45.8 (1.80)                  | 69.8 (2.75)                  | 111.1 (4.37)                 | 115.0 (4.53)                 | 198.2 (7.80)                 | 170.2 (6.70)                 | 90.6 (3.57)                  | 161.9 (6.37)                 | 90.5 (3.56)                  | 55.1 (2.17)                  | 25.9 (1.02)                  | 1٬168٫7 (46)                 |
| متوسط تساقط الثلوج سم (إنش)       | 2 (0.8)                      | 2 (0.8)                      | 1 (0.4)                      | 0 (0)                        | 0 (0)                        | 0 (0)                        | 0 (0)                        | 0 (0)                        | 0 (0)                        | 0 (0)                        | 0 (0)                        | 0 (0)                        | 5 (2)                        |
| متوسط الرطوبة النسبية (%)         | 69                           | 69                           | 67                           | 68                           | 71                           | 75                           | 77                           | 74                           | 76                           | 73                           | 73                           | 72                           | 72                           |
| ساعات سطوع الشمس الشهرية          | 143.6                        | 134.6                        | 173.1                        | 184.2                        | 210.6                        | 167.4                        | 200.5                        | 228.4                        | 162.7                        | 174.4                        | 153.6                        | 143.7                        | 2٬076٫8                      |
| المصدر: NOAA (1961-1990)          |                              |                              |                              |                              |                              |                              |                              |                              |                              |                              |                              |                              |                              |

## توأمة
لفوكوياما (هيروشيما) اتفاقيات توأمة مع كل من:
- كازنلاك
- هاميلتون
- أوكازاكي
- بوهانغ
- تاكلوبان
- ماوي

## أعلام
- ريوتا موريواركي
- كينسوكي ناغاي
- ميكاو أوسوي
- تاكاجي موري